# La Aldea de San Nicolás
La Aldea de San Nicolás, hasta 2005 llamada San Nicolás de Tolentino, es una localidad y municipio español perteneciente a la isla de Gran Canaria, en la provincia de Las Palmas, comunidad autónoma de Canarias.
La capital municipal se llama igualmente La Aldea de San Nicolás, aunque los lugareños la conocen popularmente como La Aldea.

## Toponimia
El municipio toma el nombre de su capital municipal, que aparece así denominada desde finales del siglo xv.
La idea más aceptada sobre el origen de la advocación que acompaña al topónimo de La Aldea es la que se recoge en la obra de fray Juan de Abreu Galindo, donde el autor indica que a mediados del siglo xiv misioneros mallorquines construyeron en la costa del valle una ermita dedicada a San Nicolás de Tolentino para predicar entre los aborígenes canarios.
Para el profesor Juan Álvarez Delgado el nombre aborigen de la zona sería Artebirgo, que traduce como 'lugar de tiendas o casas', y por extensión aldea, haciendo el topónimo castellano traducción directa del aborigen. No obstante, investigaciones modernas identifican el Artebirgo canario con la zona que ocupan las poblaciones de Barranco Hondo, Lugarejos, Coruña y El Hornillo de los términos municipales de Artenara y Agaete.
Denominado desde sus orígenes como La Aldea de San Nicolás, en 1957 el ayuntamiento, con el objetivo de darle un nombre más «ostentoso y digno de una comunidad próspera», decidió cambiárselo por el de San Nicolás de Tolentino. Este cambio perduró hasta que en 2004 el ayuntamiento inició el expediente para volver a su denominación original, lo que finalmente se llevó a cabo por acuerdo del Cabildo Insular de Gran Canaria el 28 de julio de 2005. El acto oficial protocolario se celebró el 6 de mayo de 2006.

## Símbolos
La Aldea posee escudo heráldico y bandera municipal oficiales.

### Escudo
El escudo fue aprobado por acuerdo del Consejo de Ministros de 20 de febrero de 1959, siendo su descripción:

Escudo cuartelado. Primero, partido: de gules, castillo de oro y de oro, león de gules. Segundo, de azur, iglesia al natural. Tercero, ondado de azur y plata, un navío al natural. Cuarto, de oro, una espada y una balanza de sable, abajadas de la fecha «1927» de lo mismo. Bordura de plata, con ocho pares de espadas de sable puestas en aspa. Al timbre, corona real abierta. Orlado por dos ramas de palma de sinople. Bajo la punta, cinta de azur con la leyenda «Omnes Labore Uniti» en letras de oro.

### Bandera
La bandera del municipio fue asimismo aprobada por la Consejería de Presidencia y Relaciones Institucionales el 28 de agosto de 1997. La bandera queda descrita como «bandera rectangular, verticalmente dividida en su mitad, de color amarillo al asta y negro al batiente. En el centro del paño, el escudo municipal».

## Geografía

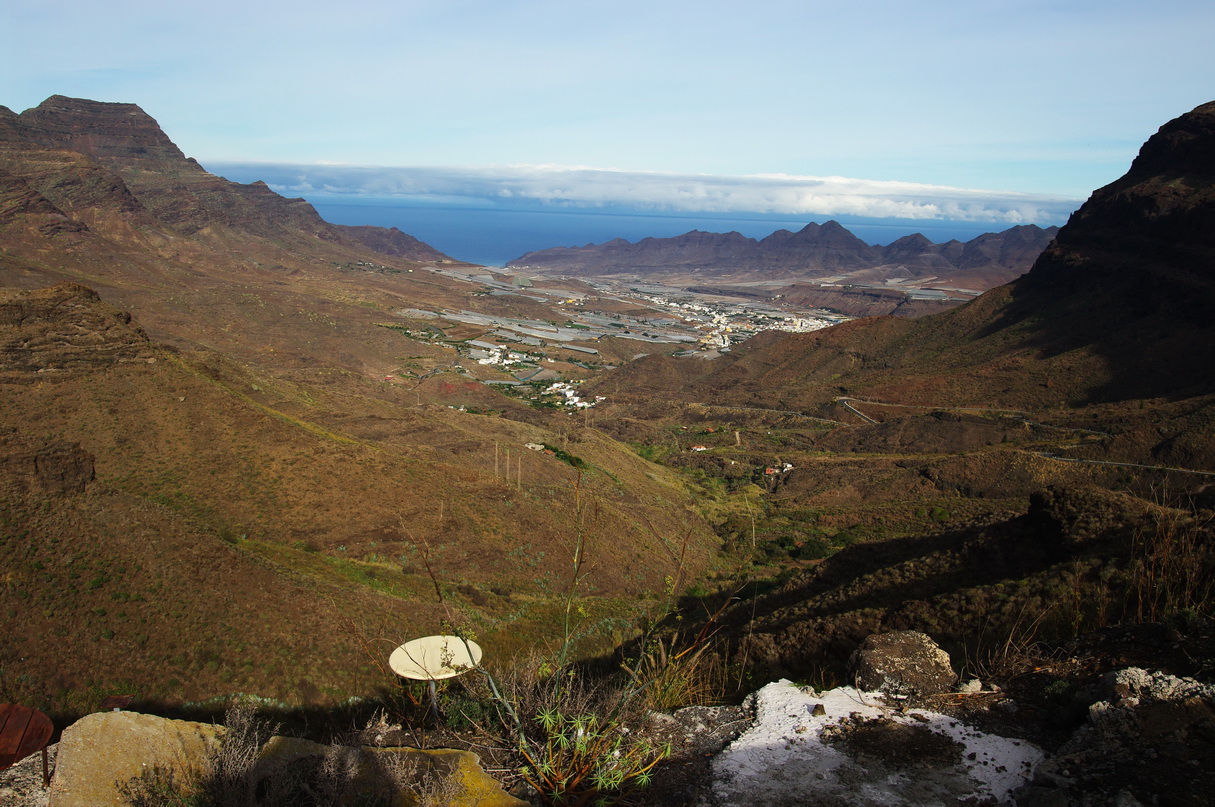
Valle de La Aldea

Está situado al oeste de la isla, a 70,9 kilómetros de la capital insular. Limita con los municipios de Artenara, Tejeda y Mogán. Su superficie es de 123,58 km², lo que lo sitúa en el 3.er puesto en extensión de la isla.
La capital municipal se encuentra a 33 m s. n. m., siendo la montaña de Ojeda el punto más elevado del municipio con 1360 metros de altura.

### Clima
El municipio presenta un clima seco árido cálido en verano y en invierno Clima templado húmedo , de acuerdo con la clasificación de Köppen. El mes más cálido es agosto con una temperatura media de 24.1 °C, siendo el más frío enero con 12.3 °C. La temperatura media anual es de 18 °C.
En cuanto a las precipitaciones, La Aldea posee un promedio de 191 mm al año, siendo el mes más lluvioso diciembre con 41 mm, y los más secos julio y agosto, en los que apenas se registran precipitaciones.

### Zonas protegidas
La Aldea de San Nicolás cuenta con superficie incluida en la Red Canaria de Espacios Naturales Protegidos, estando íntegramente en su territorio la reserva natural especial de Güigüi. Además posee parte del parque natural de Tamadaba y del parque rural del Nublo y de la reserva natural integral de Inagua.
Todos estos espacios naturales forman parte asimismo de la Red Natura 2000 como Zonas Especiales de Conservación —ZEC—, siendo también Tamadaba e Inagua Zonas de Especial Protección para las Aves —ZEPA—. En la zona marítima del municipio se encuentran además las ZEC Sebadales de Güigüí y parte de la Franja marina de Mogán-La Aldea, que son también ZEPA. La totalidad de la franja marina del municipio está considerada como Área Importante para la Conservación de las Aves Marinas (IBA).
El término municipal forma parte de la reserva de la biosfera de Gran Canaria.
La Aldea posee también parte del monte de utilidad pública de Inagua.

### Comunicaciones
Carreteras
- GC-2, comunicará al municipio con Agaete, Gáldar y Las Palmas de Gran Canaria
- GC-200, comunica al municipio con Agaete, en su otro tramo sur comunica al municipio con Mogán pasando por Inagua.
- GC-210, comunica al municipio con Artenara y la zona de acceso a Tamadaba.
- GC-173, da acceso a la playa de La Aldea
- GC-204, comunica con el barrio de Tasartico por la GC-200.
- GC-205, comunica con el barrio de Tasarte por la GC-200.

## Economía
El secular aislamiento de la Aldea de San Nicolás, al que actualmente se le está dando solución con la construcción de una nueva vía de acceso al municipio al margen de la antigua carretera que bordea los acantilados de la costa por el norte, ha determinado el desarrollo económico de este territorio a lo largo de los últimos siglos, donde el sector primario continúa siendo la actividad predominante, y en especial la agricultura, con cultivos sobre todo de tomates de exportación y consumo local. 
En la actualidad, el desarrollo agrícola en este término municipal pasa por diversificar sus producciones de frutas como las fresas, plátanos, papayas, mangos y aguacates, entre otras. El peso de la ganadería, la pesca y la artesanía en el sector primario del municipio es también notorio, una realidad que desde las instituciones públicas se pretende potenciar como es el caso concreto de la pesca.

### El turismo
Este histórico aislamiento, sus singularidades geomorfológicas y la lejanía de los grandes núcleos urbanos de la isla, ha permitido a La Aldea conservar un patrimonio natural de altísimo valor, un recurso turístico muy demandado hoy día tanto por extranjeros como por residentes.
Aunque el desarrollo del turismo en este municipio ha estado presente a lo largo de las últimas décadas, ha sido a partir del 2010 cuando se produce su despegue, principalmente por el auge de la demanda del ‘turismo de naturaleza’ de aquellos que buscan lugares prácticamente vírgenes para practicar el senderismo, disfrutar de sus playas de aguas transparentes o simplemente contemplar sus espectaculares paisajes o noches estrelladas.
Este crecimiento se ha visto reflejado en el número de viviendas vacacionales, que desde finales de la década de 2020 se ha multiplicado casi por cuatro, alcanzando en la actualidad los 80 alojamientos de este tipo. [cita requerida] La Aldea cuenta con dos hoteles y cinco casas rurales, así como con el albergue rural La Hoyilla.
El municipio dispone de una red de senderos. Los practicantes de los deportes de montaña en general también pueden beneficiarse de circuitos biosaludables o participar en algunas de las pruebas más importantes que se celebran en La Aldea, como ‘Paralelo 28 Entremontañas’ o la Transgrancanaria HG, que recorre varios municipios de la isla.
A lo largo de sus 33 kilómetros de costa se puede disfrutar de playas aisladas localizadas en el mismo acceso al pueblo, donde es posible practicar diferentes actividades acuáticas como buceo, snorkel, kayak, surf o bodyboard entre otras, o simplemente relajarse y darse un gratificante baño en el mar. 
Todo en La Aldea está diseñado para que el turista de naturaleza pueda disfrutar de los numerosos recursos turísticos que ofrece el municipio, como el turismo cultural, que pone a disposición del visitante dos rutas para conocer su patrimonio arquitectónico y etnográfico a través de ‘museos vivos’ en los que es posible interactuar con los protagonistas. El municipio cuenta también con un circuito permanente de orientación con 40 puntos localizables a través de un código QR, zonas para la observación de aves, numerosos restaurantes donde degustar pescado fresco a pie de playa o la ropa vieja de pulpo, una exquisitez culinaria surgida en esta zona, y participar en sus fiestas patronales, especialmente en la multitudinaria Fiesta del Charco del 11 de septiembre, una tradición prehispánica que se celebra en el marco de las fiestas en honor a San Nicolás de Tolentino, santo patrón del municipio. También es posible visitar las dos fortificaciones tipo búnker, que funcionaban como ‘nidos de ametralladoras’, construidas al comienzo de la II Guerra Mundial y ubicadas a ambos lados de la playa de La Aldea, una en El Roque y otra en Las Barquillas. 
Más reciente es el turismo de contemplación de las estrellas. En febrero de 2018, la Fundación Starlight acredita a la reserva de la biosfera de Gran Canaria como destino turístico Starlight una zona de la isla de la que forma parte la Aldea de San Nicolás. El cielo de esta localidad reúne todos los requisitos para desarrollar este tipo de turismo. Prueba de ello son las intervenciones en tres puntos clave del municipio: el Mirador del Balcón, la Cruz del Siglo y La Sabinilla.
Mención aparte merece la iniciativa privada Cactualdea, el mayor parque temático de cactus de toda Europa abierto en La Aldea en 1995 por la familia Beisel y en cuyas instalaciones se hace un homenaje a elementos de la cultura canaria, como las cuevas aborígenes, la lucha canaria y el juego del palo, entre otros.

## Demografía
La Aldea de San Nicolás cuenta con una población de 7449 habitantes (INE 2024).
| Gráfica de evolución demográfica de Aldea de San Nicolás (La) entre 1842 y 2021 |
| |
| Población de derecho según los censos de población del INE Población de hecho según los censos de población del INEEn este censos se denominaba Aldea de San Nicolás: 1842 En estos censos se denominaba San Nicolás: 1857, 1860, 1877, 1887, 1897, 1900, 1910, 1920, 1930, 1940 y 1950 En estos censos se denominaba San Nicolás de Tolentino: 1960, 1970, 1981, 1991 y 2001 |

## Administración y política

### Gobierno municipal
| Periodo   | Nombre                          | Partido | Partido                                                       |
| --------- | ------------------------------- | ------- | ------------------------------------------------------------- |
| 1979-1983 | Celestino Suárez Espino         |         | Unión de Centro Democrático (UCD)                             |
| 1983-1999 | Celestino Suárez Espino         |         | Agrupación Municipal de La Aldea, Tasarte y Tasartico (AMATT) |
| 1999-2003 | Celestino Suárez Espino         |         | Coalición Canaria (CC)                                        |
| 2003-2011 | Tomás Pérez Jiménez             |         | Partido Socialista Obrero Español (PSOE)                      |
| 2011-2015 | José Miguel Rodríguez           |         | Nueva Canarias (NC)                                           |
| 2015-2023 | Tomás Pérez Jiménez             |         | Partido Socialista Obrero Español (PSOE)                      |
| 2023-act. | Víctor Juan Hernández Rodríguez |         | Partido Popular (PP)                                          |

El municipio se halla regido por su ayuntamiento, compuesto por el alcalde-presidente y doce concejales.
La Aldea fue gobernado en la primera legislatura democrática por Unión de Centro Democrático (UCD), encabezado por Celestino Suárez Espino, quien en la siguiente legislatura se presentó con la Agrupación Municipal Aldea, Tasarte, Tasartico (AMATT). Esta formación, con Celestino al frente, gobernará el municipio hasta las elecciones de 1999, en las que Celestino pasa a formar parte de Coalición Canaria (CC), que gobernará durante este período.
En las elecciones de mayo de 2003 el Partido Socialista Obrero Español logra hacerse con la alcaldía, en la que se mantiene hasta que tras los comicios de 2011 se forma un gobierno tripartito compuesto por Nueva Canarias (NC), CC y Partido Popular.
| Partido político | Partido político                         | 2007   | 2011   | 2015   | 2019   | 2023   |
| Partido político | Partido político                         | Ediles | Ediles | Ediles | Ediles | Ediles |
|                  | Partido Socialista Obrero Español (PSOE) | 8      | 6      | 8      | 7      | 6      |
|                  | Nueva Canarias (NC)                      | 2      | 4      | 3      | 4      | 4      |
|                  | Partido Popular (PP)                     | 1      | 1      | 1      | 1      | 3      |
|                  | Unidos por Gran Canaria (UxGC)           | —      | —      | —      | 1      | 0      |
|                  | Coalición Canaria (CC)                   | 2      | 2      | 1      | 1      | 0      |
|                  | Centro Canario Nacionalista (CCN)        | 0      | —      | —      | —      | —      |
|                  | Unión Progreso y Democracia (UPyD)       | —      | —      | 0      | —      | —      |
|                  | Izquierda Unida (IU)-Los Verdes (LV)     | —      | —      | 0      | —      | —      |
|                  | Ciudadanos (CS)                          | —      | —      | —      | 0      | —      |

### Organización territorial
El municipio se divide en las siguientes entidades singulares o localidades y sus correspondientes núcleos:
- El Hoyo
- El Pinillo
- Castañeta
- La Cardonera
- Artejévez
- Las Marciegas
- Las Tabladas
- Los Cercadillos
- Los Espinos
- Molino de Agua
- Molino de Viento
- Tasarte
- Tasartico
- Tocodomán
- La Playa
- Tarahalillo
- El Cruce
- El Barrio
- Los Cardones
- Los Llanos
- La Cruz
- Los Pasitos
- Cuermeja

## Cultura

### Patrimonio

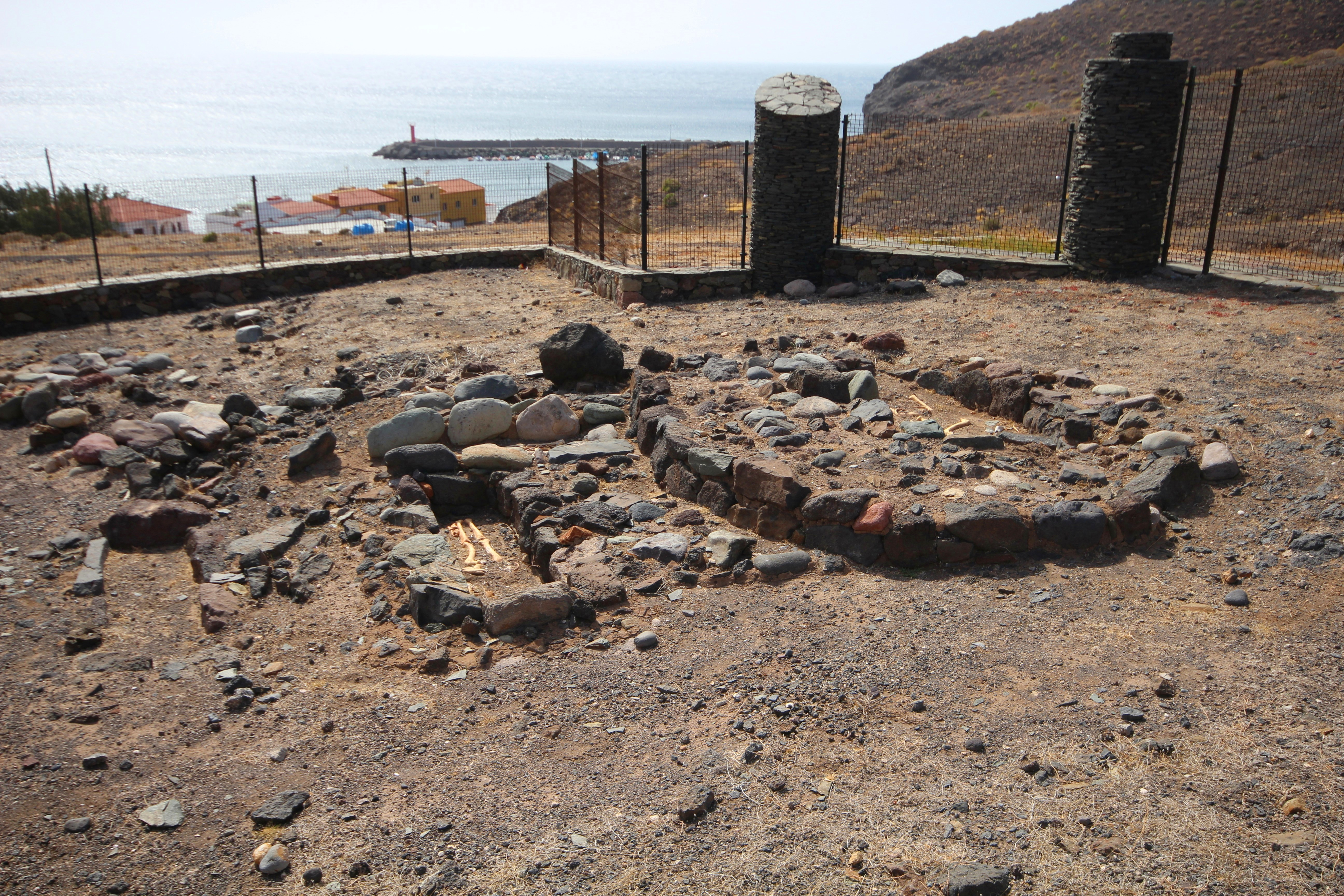
Restos de viviendas aborígenes en el yacimiento de Los Caserones

El municipio posee varios elementos patrimoniales:
Arqueológico
- Montaña de Horgazales
- Los Caserones (BIC)

Civil
- Molinos de viento de Los Majanos, Los Machitos y El Hoyo
- Molino de agua de La Ladera
- Viviendas de arquitectura tradicional en el casco de La Aldea
- Muelle viejo

Natural
- El Charco de La Aldea (BIC)
- Playa de Guguy o Güigüí
- Playa de La Aldea

### Festividades y tradiciones
Las fiestas principales del municipio son las patronales, dedicadas a san Nicolás de Tolentino. Se celebran en el mes de septiembre, destacando los actos de La Rama el día 9, la procesión y romería de la imagen del santo el 10, y la Fiesta del Charco el 11.
La fiesta del Charco revive la costumbre del antiguo pueblo canario de embarbascar en los charcos costeros. Desde muy antiguo en la desembocadura del barranco de La Aldea se formaba una gran charca que recibió el nombre de La Marciega. En ella los canarios pescaban utilizando la técnica de narcotizar o embarbascar los peces con sabía de cardones y tabaibas. Esta técnica pesquera aborigen se transformó con el transcurso de los siglos en una fiesta singular.
Las principales fiestas y celebraciones del municipio son:
| Fecha       | Celebración              | Lugar                        | Actos destacados                      |
| ----------- | ------------------------ | ---------------------------- | ------------------------------------- |
| 13 de mayo  | Virgen de Fátima         | Las Tabladas                 | Procesión en honor a su Santo         |
| 21 de junio | San Luis Gonzaga         | Tasartico                    | Procesión en honor a su Santo         |
| 24 de junio | San Juan Bautista        | Tasarte                      | Procesión en honor a su Santo         |
| 29 de junio | San Pedro Apóstol        | El Hoyo                      | Procesión en honor a su Santo         |
| 16 de julio | Virgen del Carmen        | Playas de La Aldea y Tasarte | Procesión en honor a su Santo         |
| Septiembre  | San Nicolás de Tolentino | La Aldea de San Nicolás      | Bajada de la Rama y Fiesta del Charco |

### Deporte
Fútbol
- Unión Deportiva San Nicolás. Su uniforme titular es camiseta amarilla y pantalón negro, y la segunda equipación es toda negra. Juega en el campo de Los Cascajos con una capacidad de 550 espectadores aproximadamente. El equipo también tiene una cadena filial formada por los equipos benjamín, alevín, infantil, cadete y juvenil.

Fútbol sala
- Artevirgo La Aldea